# Tomek wśród łowców głów
Tomek wśród łowców głów – szósty tom cyklu książek Alfreda Szklarskiego o przygodach Tomka Wilmowskiego i jego przyjaciół, po raz pierwszy wydany w 1965 roku, później wielokrotnie wznawiany.

## Fabuła
Po udanej ucieczce – razem z przymusowo przebywającym tam Zbyszkiem Karskim i jego narzeczoną, Nataszą – z carskiej Rosji, Wilmowscy razem z towarzyszącymi im druhami udają się prosto do Australii. Już wcześniej przyjęli zaproszenie państwa Allan, czyli rodziców młodej sympatii Tomka – Sally, na święta Bożego Narodzenia. Po prawie miesięcznej gościnie u Allanów, na spotkaniu w Sydney Polakom zaproponowana zostaje wyprawa łowiecko-badawcza do nieznanej prawie jeszcze Nowej Gwinei, zorganizowana głównie przez ogrody zoologiczne w Sydney i Melbourne. W ekspedycji towarzyszyć miałby im ich dawny znajomy i przewodnik – Karol Bentley (poznany w pierwszej części cyklu). Mimo entuzjazmu, z jakim podróżnicy przyjmują ten pomysł – na co istotny wpływ ma ich sytuacja finansowa – Tomek po krótkiej wymianie zdań z Sally na osobności, rezygnuje z udziału w wyprawie, co zaskakuje wszystkich. Dziewczyna żąda bowiem od młodego Wilmowskiego dotrzymania złożonej przed rokiem obietnicy – spełnienia każdego jej życzenia po zdaniu przez nią matury. A życzeniem tym jest wspólny wyjazd do Nowej Gwinei.
Nie mogąc dotrzymać danego słowa, Tomek, ze starannie ukrywanym żalem, informuje przyjaciół o zaistniałej sytuacji. Sally słusznie jednak przewidziała, że w takim wypadku Jan Smuga, jako dowódca wyprawy, zgodzi się również na jej udział. Po chwili narady zatwierdzona zostaje również decyzja o zabraniu Nataszy jako sanitariuszki i Zbyszka jako intendenta. Z dużo mniejszym entuzjazmem niż w przypadku krewnych Tomek reaguje na dołączenie do ekspedycji bardzo dalekiego kuzyna Sally – Jamesa Balmore’a, wyraźnie nadskakującego uroczej Australijce.
Dzięki łaskawości maharani Alwaru, łowcy mogą się udać do Gwinei na własnym jachcie o nazwie „Sita”, otrzymanym przez bosmana – a teraz już kapitana – Tadeusza Nowickiego na pożegnanie od brata władczyni po opuszczeniu Syberii. Po remoncie i odpowiednim przystosowaniu go do charakteru podróży, Polacy wraz z przyjaciółmi wypływają z Sydney, żegnani przez panią Allan.
Jeszcze przed dopłynięciem do celu wyprawa zagląda w oczy niebezpieczeństwu. Na skutek własnej lekkomyślności, niedoświadczony James Balmore, ryzykuje nie tylko naganę od dowodzącego na wodzie Nowickiego, ale przede wszystkim swoje życie, beztrosko kąpiąc się w morzu. Tylko dzięki roztropności Smugi nie dochodzi do jego „konfrontacji” z dwoma rekinami. Ponadto łowcy ratują grupę krajowców, więzionych przez handlarzy ludźmi. Dzięki temu zyskują nie tylko wdzięczność tych ludzi, ale i młodego przewodnika, rodzimego mieszkańca wyspy. Pomaga im on w zwerbowaniu koniecznych w tej wyprawie tragarzy, na każdym kroku okazując swoje przywiązanie. Jest postacią bardzo podobną do Sambo, młodego Murzyna z wyprawy do Afryki (patrz: Tomek na Czarnym Lądzie).
Kolejnym podobieństwem do drugiego tomu jest wykorzystywanie naiwności i niewiedzy tubylców za pomocą łatwych, „magicznych” sztuczek – i tym razem w rolę wielkiego czarownika wcielił się Tomek, „spaleniem” wody (pokrytej warstwą nafty...) zapobiegając odejściu krajowców.
Następną trudnością w przemierzaniu tej nieznanej jeszcze Europejczykom krainy są niezbyt przyjazne relacje pomiędzy ich tragarzami a sąsiednim plemieniem Tawade. Łowcy zdołali nieco złagodzić ten konflikt, a wręcz pogodzić zwaśnione ludy, co stanowczo nie spodobało się czarownikowi Tawade, tracącemu w ten sposób część swoich wpływów (i zysków). Dlatego też uknuł zemstę, wymierzoną w białych podróżników – na skutek jego działań torturowany wcześniej przez niego wąż ukąsił Sally. Polacy bez dalszych przeszkód opuścili kraj Tawade, jednak doszło im jeszcze jedno zmartwienie – mimo odpowiedniego wyciśnięcia i opatrzenia rany, chora Australijka z dnia na dzień traciła siły.
Kulminacyjnym punktem książki jest okrążenie przez wrogo nastawione plemię Ku-ku-ku-ku, w jakim znalazła się wyprawa w krainie ludożerców. Tymczasem Sally marniała w oczach, a wysiłki wszystkich uczestników skupiały się nie tylko na przygotowaniu obozu do odparcia ataku krajowców, ale również podtrzymywaniu na duchu coraz bardziej zrozpaczonego stanem dziewczyny Tomka. Kiedy wydawało się, że nic już jej nie uratuje, Sally wyznaje Nowickiemu swoje ostatnie życzenie – jakim jest poślubienie młodego Wilmowskiego. Nowicki, jako kapitan, może udzielić im ślubu jedynie na wodzie, dlatego nie zważając na realne niebezpieczeństwo wszyscy przenoszą się w pobliże jednej z długich piróg, czyli miejscowej łodzi. Świadkami zostają Wilmowski i Smuga, a po uzyskaniu przez młodych „ojcowskiego pozwolenia” Nowicki ogłasza ich małżeństwem. Dokładnie w tym momencie następuje zmasowany atak Ku-ku-ku-ku – który zostaje odparty, nie bez pomocy zaprzyjaźnionych tubylców Bena Bena.
Ze względu na nadal ciężki stan Sally, ale przede wszystkim na wrogie nastroje krajowców, ekspedycja zmuszona jest udać się w drogę powrotną. Małą flotyllą łodzi łowcy udają się rzeką Purari w kierunku jej ujścia do Zatoki Papua i Port Moresby, gdzie mogli liczyć na pomoc dobrego lekarza. Wreszcie Sally dochodzi do zdrowia.
Mimo nieprzychylnego stanowiska tubylców, wyprawie udaje się zrealizować swój cel – wracają bogatsi o rozmaite gatunki fauny i flory charakterystycznej dla Nowej Gwinei.

## Rozdziały
Prolog: Isla de la Mala Gente
1. Spotkanie w Sydney
2. Czy Sally zwycięży?
3. Przygotowania do wyprawy
4. O włos od śmierci
5. Piraci mórz południowych
6. Kapitan Nowicki atakuje
7. Przewodnik z plemienia Mafulu
8. U wrót nieznanej krainy
9. Tchnienie dżungli
10. Tajemne „moce”
11. Dolina Słońca
12. Ludzie i półbogowie
13. Łowy na rajskie ptaki
14. Jeszcze krok, a zginiesz!
15. Czerwony Rajski Ptak
16. Podstępny cios
17. Łowcy głów
18. Ostatnie życzenie Sally
19. Zakończenie wyprawy

Epilog